# 우즈베크인
우즈베크인(우즈베크어: Oʻzbeklar / Ўзбеклар)은 우즈베키스탄의 주요 구성원을 차지하는 튀르크 민족이다. 거의 대부분이 우즈베크어를 사용하고, 일부는 러시아어를 사용한다. 종교는 이슬람교를 신봉한다.

## 역사
우즈베크인들의 전신인 오구즈 튀르크인들의 조상은 기원전부터 중앙아시아에 살고 있던 튀르크인들로, 6세기부터 이들에 의해 사마르칸트, 부하라 등의 도시들이 생겨났다. 오늘날 우즈베크인들의 직접적인 전신인 오구즈 튀르크인들은 10세기 셀주크 튀르크 제국을 건국하게 된다. 이슬람을 믿는 튀르크 유목민들을 우즈베크라고 불렀는데 16세기 오구즈 튀르크의 샤이바니 칸 때 우즈베키스탄 지역에 부하라 칸국, 히바 칸국, 코칸드 칸국이 건국되면서 이 세 국가의 튀르크인들을 우즈베크인이라고 불렀다.

## 산업
생업은 농업·목축·수공업·상업에 종사한다.

## 거주 국가
우즈베키스탄, 투르크메니스탄, 카자흐스탄, 러시아, 우크라이나, 타지키스탄, 키르기스스탄 등 독립국가연합과, 에스토니아, 서유럽국가들, 미국, 중국, 중동, 아프가니스탄, 파키스탄에도 거주한다.

## 같이 보기
- 중국의 민족
- 중국 우즈베크족